# Elshout (Heusden)

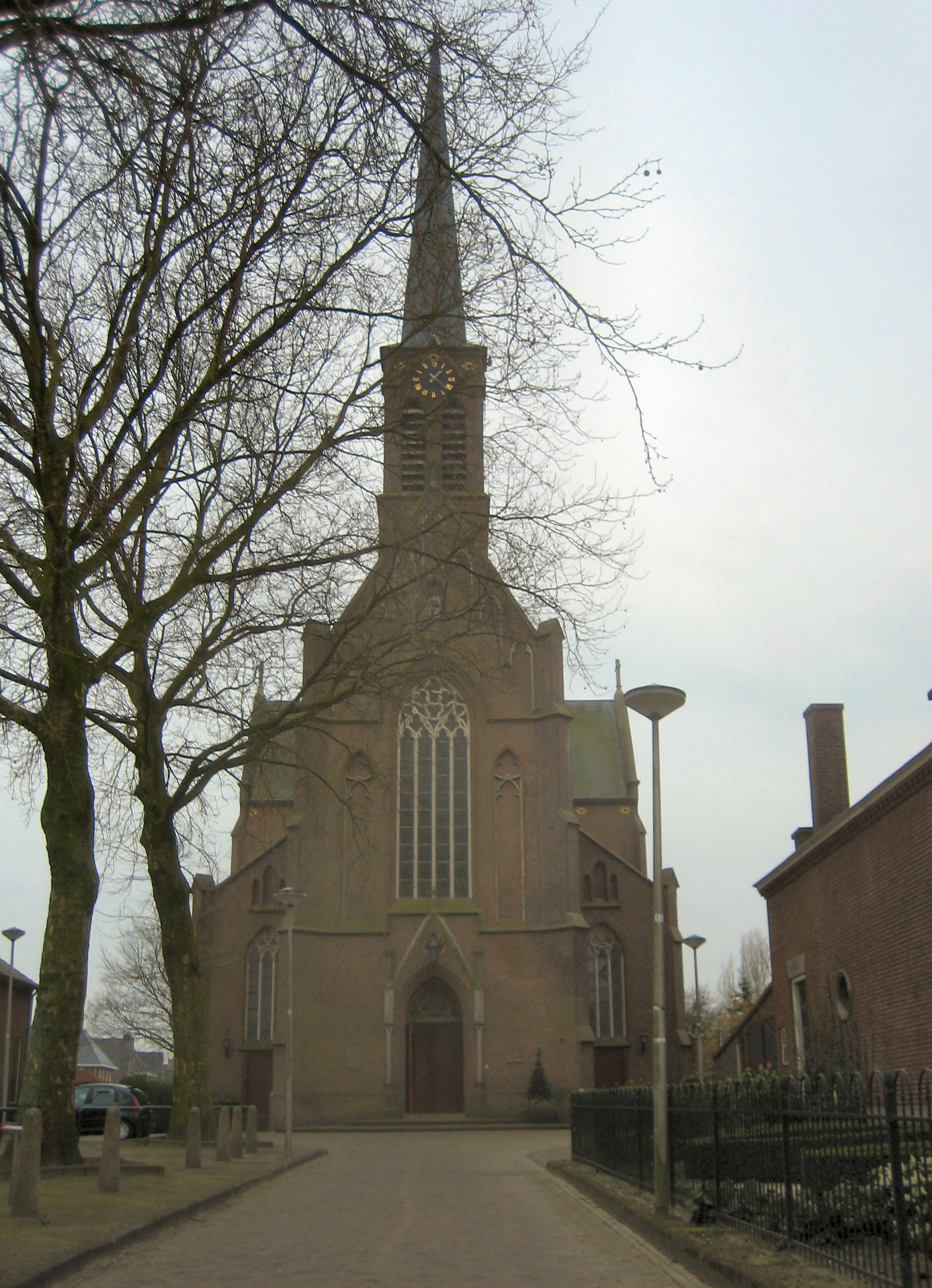
Sint-Jan Evangelistkerk

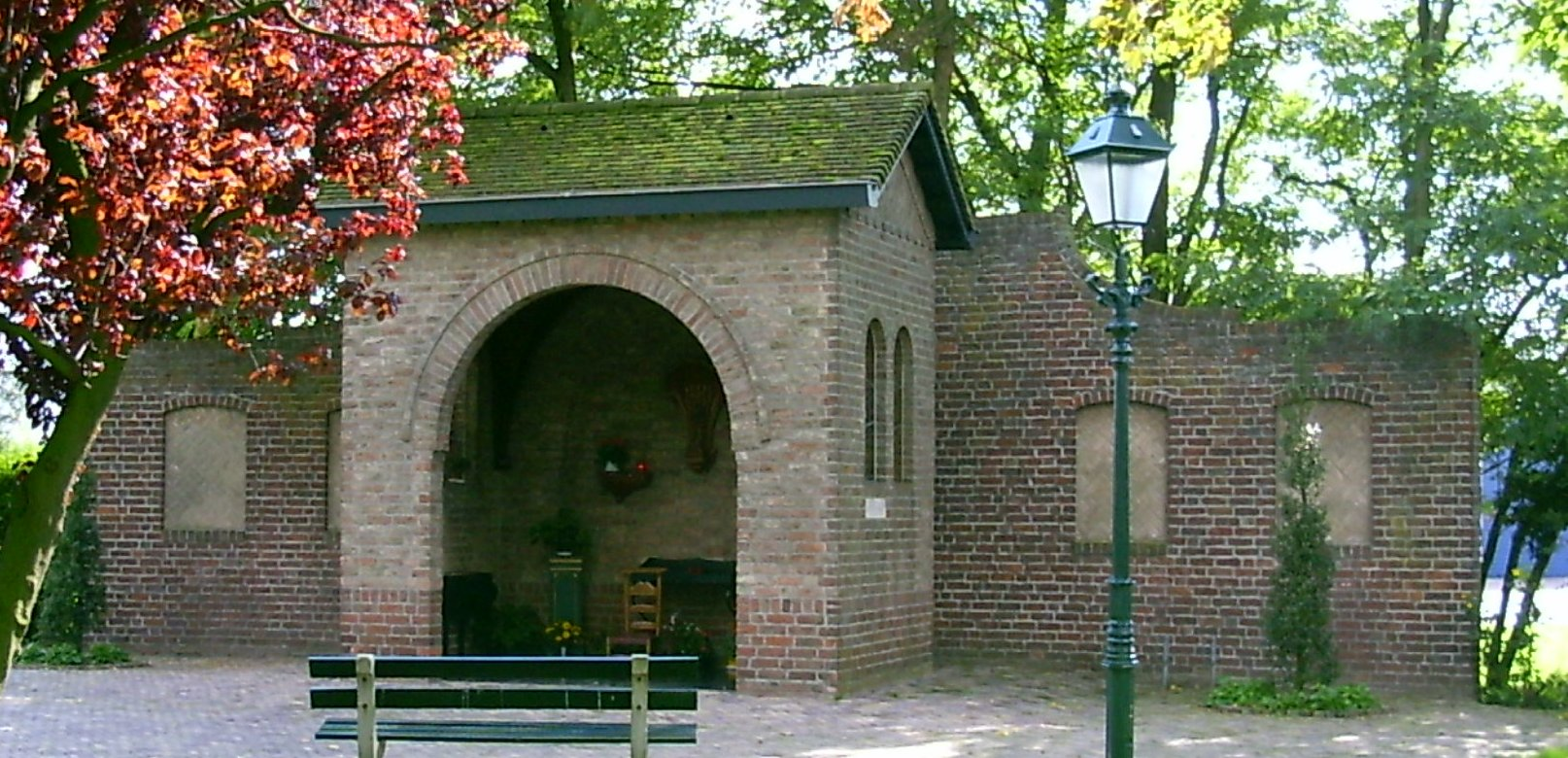
Mariakapel gelegen aan de Kapelstraat te Elshout

Elshout is een plaats in de gemeente Heusden in de Nederlandse provincie Noord-Brabant, bestaande uit lintbebouwing, met 1.860 inwoners (anno 2023).

## Toponymie
De naam Elshout houdt verband met de elzenbossen die in deze streek groeien.

## Geschiedenis
De naam Elshout werd al genoemd in een afschrift van een document uit 722, waarin de naam Elisholz voorkomt. In 1316 sprak men van Elishoute en in 1339 van Elshout. Het wordt beschouwd als een van de oudste parochies van het huidige Noord-Brabant: de eerste kerk zou in 696 zijn gesticht door de heilige Suïtbertus en wel te Oudheusden.
Elshout maakt deel uit van het Land van Heusden. Tot 1789 behoorde Elshout bij het Graafschap Holland, later het Gewest Holland geheten. Het zuidelijk gelegen Drunen hoorde echter bij Brabant. De huidige Scheidingstraat is nog vernoemd naar de Schey, Scheiding, Scheet of Scheysloot, die de voormalige grens tussen de beide gebieden markeerde. In 1789 werd de gebiedsgrens verlegd naar de Maas.
De Sint-Elisabethsvloed van 1421 heeft veel leed veroorzaakt. Hierna heeft men ten westen van Elshout de Zeedijk aangelegd die het land moest beschermen tegen het Maaswater van de Baardwijkse Overlaat. Deze naam is afkomstig van "Zeggedijk". De Elshoutse Wielen langs deze dijk getuigen nog steeds van de vele overstromingen die in de loop der eeuwen hebben plaatsgevonden. De Zeedijk loopt van Doeveren tot aan Drunen en sluit aan op de "Heidijk" die zuidelijk van het gebied loopt en bescherming bood tegen de Beerse Maas. Nieuwe rampen vonden plaats door oorlogsgeweld tijdens de Tachtigjarige Oorlog: in 1579 werd de kerk van Oudheusden door de Geuzen platgebrand. Deze was tevens parochiekerk voor de bewoners van Elshout. Aan herbouw viel in deze onrustige tijden niet te denken.
Er bestond echter een kapel bij de Gorseweide, gewijd aan de Wonderbare Moeder, die na de verwoesting van de Oudheusdense kerk gebruikt werd als parochiekerk. In 1609 werd ze door de Hervormden in beslag genomen. In 1687 kon echter een schuurkerk in gebruik worden genomen. In 1817 raakte deze kerk ernstig beschadigd door een storm. In 1878 werd een nieuwe kerk gebouwd. De schuurkerk werd toen gesloopt. De bouwvallige Mariakapel, die aan de katholieken was teruggegeven, werd reeds in 1829 gesloopt. De pastoor beweerde een steen in het puin te hebben gevonden die uit de 12e eeuw stamde.
Op 31 januari 1809 vond een dijkdoorbraak plaats. Hierbij werd veel schade aangericht maar vielen geen slachtoffers. Koning Lodewijk Napoleon bracht hierop, op 24 april 1809, een bezoek aan Elshout. In 1817 kreeg Elshout een gemeentewapen.
In 1900 telde het dorp ongeveer 800 inwoners. Ondertussen was in 1887 een station aan de toen gebouwde Langstraatspoorlijn geopend, dat enige jaren later station Drunen-Heusden zou gaan heten. Ook was hier een stopplaats die als station Elshout van 1889 tot 1918 dienstdeed. Ook de tramlijn van Drunen naar Heusden liep vanaf 1896 door Elshout over de Wolfshoek naar en over de Heusdenseweg. In 1950 werd het personenvervoer en in 1972 ook het goederenvervoer over de spoorlijn gestaakt. Het station was al in 1967 gesloopt bij de aanleg van de provinciale weg N267 en de Maasroute.
Van 1921 tot en met 1969 was in Elshout een veiling voor tuinbouwproducten gevestigd. Ook deze werden met de goederenspoorlijn aan- en afgevoerd.
Bij de gevechten in het kader van de bevrijding, in oktober 1944, werd er nogal wat schade in het dorp aangericht.
In Elshout hebben twee windmolens gestaan. De ene was De Vooruitgang te Wolfshoek. Deze was gebouwd in 1847 en werd gesloopt in 1951. De andere, met Van Sluisveld als eigenaar, stond nabij de kerk in de Kerkstraat.
Tot aan 1935 vormde Elshout samen met Oudheusden een zelfstandige gemeente. Sinds 1935 maakte Elshout deel uit van de gemeente Drunen, bestaande uit de plaatsen Drunen, Elshout, Giersbergen en de oude boerderijen Fellenoord en De Pestert. In 1997 werd deze gemeente samengevoegd met de voormalige gemeenten Vlijmen en Heusden tot de nieuwe fusiegemeente Heusden.
Veeteelt (met later onder meer een K.I.-station), landbouw en tuinbouw vormden belangrijke bestaansbronnen in Elshout.

## Kloosters
- Het klooster Mariëndonk was een Cisterciënser priorij die bestaan heeft van 1439 tot 1562.
- In Elshout was van 1858 tot 1948 de Broeders van de Heilige Norbertus van Elshout gevestigd. Het gebouw was gelegen tegenover de rooms-katholieke kerk. De goedkeuring van de Constitutiën en Regelen door de bisschop kwam op 21 november 1883. Die congregatie werd gesticht door pastoor Quirinus van den Bogaert op 1 april 1858. Het gebouw werd in de Tweede Wereldoorlog gebruikt voor onderdak van zowel de geallieerden als de Duitsers. Van 23 september tot 20 oktober 1944 zaten daar de toekomstige bevrijders veilig, hoewel er intussen een groep Duitsers mede werd ingekwartierd: de keuken was gemeenschappelijk. Interessant is de beschrijving van de situatie, waarin broeder-kok werd gewikkeld: hij liet de Duitsers aardappelen schillen voor de Engelsen en Amerikanen. Van 1948 tot 1950 was het klooster in gebruik door de Broeders van Onze-Lieve-Vrouw van Lourdes. Na 1950 werd het benut voor het onderbrengen van repatrianten uit Indonesië (zie Nederland helpt Indië). In latere jaren werd dit gebouw afgebroken en werd het terrein gebruikt voor de nieuwbouw van woningen.
- Elshout bezat ook een klooster van de Liefdezusters van de Heilige Carolus Borromeus. Dit heeft, onder de naam Mariastichting, bestaan van 1920 tot circa 1980. In dat gebouw waren zowel de kleuterschool als de katholieke meisjesschool ondergebracht. Na het vertrek van de zusters hebben vanaf 1990 de Arme Clarissen uit de Verenigde Staten er gewoond. In 1993 trokken deze naar het Clarissenklooster Eindhoven. Het kloostergebouw uit 1919 is gelegen op korte afstand van de kerk en aan dezelfde zijde van de Kerkstraat en is in gebruik geweest bij een meubelhandelaar. In 2009-2010 werd het verbouwd tot woonhuis, waartoe het weer in de staat van 1919 werd gebracht.

## Wonderbare Moeder
Aan de verering van Maria Wonderbare Moeder is een legende verbonden waarvan men zegt dat die uit de 12e eeuw stamt.
Een boer die in de Gorseweide aan het werk was zou dorst hebben gekregen. Een majestueuze vrouw verscheen en leidde hem naar een sloot. Zij gaf hem van het water uit de sloot en nog nooit had hij zulk smakelijk water gedronken. Toen verdween zij waarop de boer zich realiseerde dat het de Moeder Gods was die hij had gezien. Nu vroeg de boer aan Maria om een goede oogst, en de dag daarop was het vlas al rijp. De boer ging met een bundel gerijpt vlas naar de pastoor om van het wonder te getuigen. Niet lang daarna werd de Mariakapel gebouwd.
We weten echter pas sinds 1495 dat er bedevaarten plaatsvonden en een Mariakapel bestond. Documenten van vóór die tijd zijn niet bekend. Toen de kapel in 1609 door de Hervormden in beslag werd genomen ging het verhaal dat dezen het Mariabeeld naar buiten smeten, maar dat het de volgende dag steeds weer in de kapel stond. Gelovige boeren vonden het beeld in een boom en brachten het naar Oudheusden. Het beeld stond kort daarop opnieuw in de boom. In 1668 werd er daarom ter plaatse een kapel gebouwd.
De bedevaart nam een grote vlucht in de 19e eeuw. In de Sint-Jan-Evangelistkerk werd een 14e-eeuws Mariabeeld geplaatst. Dit bevindt zich voor een neogotisch altaarstuk. Men weet niet zeker of dit het het oorspronkelijke beeld was. Vanuit de wijde omgeving komen de bedevaartgangers in de meimaand naar Elshout. Het zijn er jaarlijks ongeveer 25.000. Pelgrims uit Waalwijk schonken het beeld een kostbare mantel. Op 31 mei wordt ieder jaar een processie gehouden van de kerk naar de Mariakapel.

## Bezienswaardigheden
- De Sint-Jan-Evangelistkerk is een neogotische kerk uit 1878.
- Kapel van de Wonderbare Moeder, aan de Kapelstraat op de Gorseweide. Deze dateert van 1966. Voorgangers waren een kapel uit 1898, die weer een opvolger was van de in 1829 gesloopte, middeleeuwse kapel.
- Herberg In den Gekroonden Hoed, aan de Heusdenseweg 17. Dit is een 18e-eeuwse L-vormige café-boerderij met rieten dak, die geklasseerd is als rijksmonument.

## Natuur en landschap
Aan de oostelijke zijde wordt Elshout begrensd door de Dekker, een moerasachtig terrein met veel wilgengroei die eertijds was bestemd voor de mandenindustrie van Haarsteeg. Door dit gebied loopt tegenwoordig de Maasroute. Ook de buurtschap 't Haike nabij Wolfshoek werd opgeofferd voor de aanleg van de weg en in 1967 kwam deze gereed nadat alle bewoners (na jaren van verzet) waren vertrokken.
In het westen vindt men de Zeedijk met de Elshoutse Wielen die samen met de Hooibroeken een natuurgebied vormen. Hier ligt ook eendenkooi Ter Kwak. Ten oosten hiervan ligt het voormalig griendgebied Pax.
Vanuit Elshout is een wandeling uitgezet van 24 km die onder meer langs de Wielen loopt.

## Bekende inwoners
- Theodoor Jacobus Rijken (1797-1871), stichter van de Congregatie van de Broeders Xaverianen.
- Hendrik van der Geld (1838-1914), een bekende beeldhouwer. Enkele van zijn werken zijn heden ten dage nog te zien in de Sint-Jan-Evangelistkerk.
- Tiny Muskens (1935-2013), bisschop van Breda. Muske(n)s is, net als bijvoorbeeld Pull(en/ens/e), van Sluisvel(d/t), Kler(ks/x), van Balen en Klijn, een van oudsher veelvoorkomende achternaam in Elshout.

## Nabijgelegen kernen
Drunen, Haarsteeg, Oudheusden, Doeveren, Baardwijk

## Externe bronnen
- Heusdeninbeeld.nl /Historie Elshout
- Volksdevotie.blogspot.nl /Onze Lieve Vrouw van Elshout
- Bedevaartbank Meertens Instituut /O.L. Vrouw van Elshout
- Bedevaartbank Meertens Instituut /HH. Martelaren van Gorcum
- Molendatabase.org /Verdwenen molens

Dorpen: Doeveren · Drunen · Elshout · Haarsteeg · Hedikhuizen · Heesbeen · Herpt · Heusden · Nieuwkuijk · Oudheusden · Vlijmen

Buurtschappen en gehuchten: De Hoeven · Fellenoord · Giersbergen · Kuiksche Heide · Luttelherpt · Voordijk · Wolfshoek

Noord-Brabant: Steden en dorpen      Nederland: Provincies · Gemeenten